# Ципилянка
Ципилянка — река в России, протекает в Пустошкинском районе Псковской области.
Река вытекает из озера Ципиля и течёт сначала на северо-запад, затем на запад. Устье реки находится в 29 км по левому берегу реки Алоли. Длина реки — 13 км
На берегах реки стоят деревни Мутовозово и Амельчино Щукинской волости.

## Данные водного реестра
По данным государственного водного реестра России относится к Балтийскому бассейновому округу, водохозяйственный участок реки — Великая. Относится к речному бассейну реки Нарва (российская часть бассейна).
Код объекта в государственном водном реестре — 01030000112102000027765.